# HEY! WONDER
『HEY! WONDER』（ヘイ・ワンダー）は、日本のロックバンドのザ・クロマニヨンズの17枚目のアルバムである。2024年2月7日にリリース。

## 概要
前作『MOUNTAIN BANANA』から約1年ぶりのアルバム作品。
2023年12月13日にリリースの先行シングル『あいのロックンロール』を含む全12曲収録でCDとアナログ盤の2形態。
音源は全編モノラルでの収録となっている。

## 収録曲
| 全編曲: ザ・クロマニヨンズ。 |                                                                             |            |       |
| #                            | タイトル                                                                    | 作詞・作曲 | 時間  |
| 1.                           | 「あいのロックンロール」                                                    | 真島昌利   | 3:03  |
| 2.                           | 「大山椒魚」                                                                | 甲本ヒロト | 2:31  |
| 3.                           | 「ゆでたまご」                                                              | 真島昌利   | 4:11  |
| 4.                           | 「ハイウェイ61」                                                            | 甲本ヒロト | 3:07  |
| 5.                           | 「よつであみ」                                                              | 真島昌利   | 3:11  |
| 6.                           | 「恋のOKサイン」                                                            | 甲本ヒロト | 3:52  |
| 7.                           | 「メロディー」                                                              | 甲本ヒロト | 3:52  |
| 8.                           | 「くだらねえ」                                                              | 真島昌利   | 3:03  |
| 9.                           | 「ダーウィン（恋こそがすべて）」                                            | 甲本ヒロト | 3:29  |
| 10.                          | 「SEX AND VIOLENCE」                                                        | 甲本ヒロト | 2:58  |
| 11.                          | 「不器用」(味の素『「アミノバイタル®」きっかけはアミノバイタル』篇CMソング) | 真島昌利   | 3:44  |
| 12.                          | 「男の愛は火薬だぜ〜『東京火薬野郎』主題歌〜」                              | 真島昌利   | 6:20  |
| 合計時間:                    | 合計時間:                                                                   | 合計時間:  | 43:21 |